# Deroplia setipennis
Deroplia setipennis är en skalbaggsart som först beskrevs av Stefan von Breuning 1970.  Deroplia setipennis ingår i släktet Deroplia och familjen långhorningar. Inga underarter finns listade i Catalogue of Life.